# Play:1
Play:1 (tên nhãn hiệu PLAY:1) là loa thông minh phát triển bởi Sonos, được thông báo và ra mắt ngày 14 tháng 10 năm 2013, vừa là sản phẩm thứ tư, vừa là sản phẩm rẻ nhất của dòng loa Play. Nó là một trong những loa tương thích có thể liên kết trong SonosNet (một mesh network) nhằm liên kết với các loa để phát phương tiện cho một, một vài hoặc tất cả các loa ở vị trí bấc kì.
Các thông số kỹ thuật của sản phẩm được phát hành bởi FCC vào tháng 9 năm 2014. Sau đó sản phẩm được phát hành vào tháng 10 năm 180 trong số 300 sản phẩm được cấu hình lại để giữ đèn LED phát sáng, đã được sử dụng trong bản đồ tương tác Sounds of NYC tại Sonos Studio, tại thành phố New York từ ngày 30 tháng 9 đến ngày 5 tháng 10. 2 sản phẩm giới hạn của loa, Blue Note Play:1, sản phẩm từ sự kết hợp với Blue Note Records nhân dịp kỉ niệm 75 năm và Tone Play:1, phát hành lần lượt vào tháng 3 và tháng 7 năm 2015. Nó cũng được thêm vào dịch vụ Connect của Spotify như một nét thử nghiệm vào tháng 11 năm 2016.
Ngoài việc tương thích với SonosNet, loa cũng có thể được ghép đôi với một loa Play:1 khác để tạo thành cặp âm thanh nổi, trong đó cả hai hoạt động như một kênh âm thanh riêng biệt, cũng là loa đơn đầu tiên của Sonos. Nó cũng có thể được trang bị chung với Playbar và Sub tạo thành hệ thống chiếu phim tại nhà.

## Lịch sử
Sau thông báo về Playbar vào tháng 2 năm 2013, thông số kỹ thuật của Play:1 được phát hành bởi FCC ngày 10 tháng 9. Sản phẩm chính thức được phát hành ngày 14 tháng 10 bởi Sonos khi loa đã được cung cấp tính năng để nó tự sử dụng Wi-Fi vào tháng 9. Cũng trong tháng 10 năm 180 trong số 300 sản phẩm Play:1 đã được xây lại cho ngôi nhà LED chiếu sáng, và được sử dụng để xây dựng một bản đồ tương tác gọi là Sounds of NYC tại Sonos Studio ở thành phố New York từ ngày 30 tháng 9 tới ngày 5 tháng 10, khi chi tiết các bài hát được phát trên toàn bộ thành phố được xác định bởi một quận bất kì được chọn.
Vào tháng 2, nhân dịp kỉ niệm 75 năm thành lập của Blue Note Records, công ty đã hợp tác với Blue Note Records cho ra đời sản phẩm đặc biệt giới hạn loa Play:1 Blue Note với số lượng loa sản xuất ra là 4,100 mở bán vào ngày 5 tháng 3. Vào tháng 6, Sonos cũng đã ra mắt về loa giới hạn Play:1 Tone với số lượng suất bán là 5,000 và sẽ phát hành ngày 31 tháng 7. Vào tháng 9, Sonos tung ra thị trường Tuneplay mang tính năng của tất cả các thiết bị và loa của Sonos. Tháng 12 năn 2016, một tính năng thử nghiệm đã được thêm vào là khả năng điều khiển Play:1 và tất cả các loa tương thích với dịch vụ Connect của Spotify.

## Đặc trưng
Loa có khả năng sử dụng Wi-Fi độc lập hoặc Sonos Bridge, Boost hay chính nó bằng kết nối Ethernet đến bộ định tuyến để hình thành 1 mesh network không dây peer-to-peer có tên gọi SonosNet với các loa khác, cho phép người dùng phát phương tiện riêng biệt hoặc giống hệt nhau trên một, nhiều và hoặc trên tất cả các loa trong mạng. Wi-Fi cũng có thể được tắt theo cách thủ công thông qua mã nguồn.
Tuy nhiên, Play:1 cũng có thể kết nối với loa khác mà không cần mesh network. Phương pháp này, được gọi là ghép nối âm thanh nổi, thiết lập từng loa dưới dạng kênh trái và phải cho âm thanh và có thể thêm Playbar và Sub vào để tạo hệ thống rạp hát tại nhà cơ bản, được điều chỉnh bằng Tuneplay.

## Thiết kế

### Phần cứng
Khác với Play:3 có 3 bộ khuếch tán Class-D và một tweeter, củng như Play:5, với 3 tweeters và mid-woofers cùng 6 bộ khuếch tán Class-D, Play:1 có 2 bộ khuếch tán Class-D, 1 subwoofer và 1 tweeter. Nó cũng có 1 AC, cổng Ethernet ở mặt sau của loa và có 1 kết nối Wi-Fi 802.11a/b/g/n chạy trên bo mạch chủ 64-bit.

### Phần mềm
Ứng dụng Sonos Controller chủ yếu dùng để điều khiển và thiết lập cho loa nhưng nó cũng có thể kết nối với các dịch vụ âm nhạc khác như Spotify, Apple Music, TuneIn,... Hơn thế nữa, nếu loa được ghép đôi với loa khác và các phương tiện giống hoặc khác được phát, tính năng Trueplay cho phép sử dụng điện thoại để điều chỉnh âm thanh xung quanh loa và điều chỉnh dựa trên dữ liệu của nó, nó cũng cho phép phát nhạc từ các ổ đĩa có hỗ trợ NAS.

## Phản ứng
The Play:1 nhận được nhiều phản ứng tích cực. Matt Tinsley của tờ Engadget ca ngợi thiết kế, chức năng và khá dễ dùng, nhưng đồng thời nêu ra mối quan ngại của ứng dụng và nói rằng "khi bạn quen với việc sử dụng các điều khiển âm lượng trên máy Mac hoặc thiết bị iOS của mình thì sẽ có một chút không quen cho bạn" nhưng kết luận rằng "the Play:1 có âm thanh cao cấp khi xem xét đến kích thước và giá cả của nó." What Hi-Fi? đánh giá 5 sao cho Play:1 và nhận xét rằng "nó vẫn là một loa không dây tuyệt và là một lựa chọn hoàn hảo cho những người không đủ điều kiện tài chính", đồng thời ca ngợi âm thanh, thiết lập, cấu hình và tính di động của nó, nhưng cũng chỉ trích sự thiếu kết nối vật lý và thiếu hỗ trợ âm thanh độ phân giải cao. GadgetReview chỉ trích kích thước của nó và chất lượng giảm so với các sản phẩm trước, nhưng tổng thể đã đánh giá loa một cách tích cực, và so sánh nó với loa BOOM của Ultimate Ears. Expert Reviews chỉ trích tính giới hạn của nó và so sánh chức năng ghép đôi của nó với Play:3.